# تل رفعت
تل رفعت مدينة سورية ومركز ناحية تل رفعت، تقع على بعد 35 كم شمال مدينة حلب وعلى ارتفاع 457 م فوق سطح البحر حيث تبلغ مساحة المخطط التنظيمي للمدينة 710 هكتارات ويبلغ عدد السكان مدينة تل رفعت 85833 نسمة حسب إحصائيات 2013.

## التاريخ
تقع فوق أطلال مدينة قديمة تسمى أرفاد، ولها تاريخ عريق كانت عاصمة مقاطعة للمنطقة حكمها عدة ملوك عبر التاريخ أهمهم الملك السوري تيغلات بيلاصر والذي رفع من شأن المدينة وجعلها عاصمة له، موقعها الجغرافي الممتاز يجعلها مركزًا لجميع القرى والبلدات المحيطة بها.
أرفاد: الحضارة التي قامت في مدينة تل رفعت تعود إلى السنوات 883-859 ق.م.
تسلسل الحضارات في أرفاد من الأحدث إلى الأقدم:-
- الرومان من القرن الأول قيل الميلاد إلى الرابع ميلادي
- الهلينسيون من الأول قبل الميلاد إلى القرن الرابع قبل الميلاد
- الفرس من القرن السادس إلى الخامس قبل الميلاد
- البابليون الجدد من السابع إلى السادس قبل الميلاد
- الآشوري من القرن التاسع إلى السابع قبل الميلاد
- الآراميون من القرن العاشر إلى التاسع قبل الميلاد
- العهد ما قبل الآرامي القديم (البرونزي الوسيط)حوالي 2300 قبل الميلاد
- البرونزي القديم 3000 ق. م
- عصر كالكوليتك حوالي الألف الخامس ق. م

استمر موسم حفريات عام 1964 في تل رفعت 6 تموز إلى 13 آب هذا عدا خمسة أيام جرى التنقيب فيها بالباب الشرقي للمدنية وقد غادرت البعثة الموقع في السابع من آب عام 1964.
والبعثة مدينة بالشكر للدكتور سليم عادل عبد الحق المدير الأسبق للآثار والمتاحف والسيد فيصل الصرفي وكل من السيدين علي أبو عساف وصبحي الصواف وقد كان أعضاء البعثة –عدا ثلاثة-طلاب من جماعة لندن يحضرون لدبلوم الآثار وكذلك فالبعثة مدينة بالشكر للأشخاص الذين ساعدوني في هذا التقرير وإلى الطلاب الذين لولا مساعدتهم لما أخذ العمل طريقه إلى الظهور.
```
الطبقات levels
```

أظهرت التحريات الأولية التي أجريت في موقع تل رفعت عام 1950 الطبقات الخمس التالية والتي تأكد وجودها في الموسمين التاليين:
الموجودات	الفترة الزمنية	العهد	الطبقة
فخار، حفر	من القرن الأول إلى القرن الرابع بعد الميلاد	الرومان	-Iالطبقة الأولى
نقود، مخازن. حبوب، فخار، أرض غرفة مرصوفة	من القرن الرابع إلى القرن الأول قبل الميلاد	 الهلنستيون	
أختام فخار	من القرن السادس إلى الخامس قبل الميلاد	الفرس	
أختام، حفر	من القرن السابع حتى السادس قبل الميلاد	البابليون الجدد	-II الطبقة الثانية
مباني. فخار. لقي متفرقة	من القرن التاسع حتى السابع قبل الميلاد	 الآشوري/الآرامي	
مباني، فخار، لقى متفرقة	من القرن العاشر حتى التاسع قبل الميلاد 	الآراميون	
مباني، فخار 	من القرن الرابع عشر حتى الثاني عشر قبل الميلاد	الآراميون (مراكز افامة)	-IIIالطبقة الثالثة
فخار، قبور، أختام	 ما قبل العهد الآرامي العهد البرونزي 	
قبور	من حوالي سنة 2300-سنة 2000 قبل الميلاد 	العهد البرونزي القديم والمتوسط	-XIالطبقة الرابعة
إنشاءات	الألف الثالث قبل الميلاد	العهد البرونزي القديم	
أرض مساكن، فخار، ظران	 من الألف الخامس إلى الرابع قبل الميلاد	 كالكوليتيك	-XII الطبقة الخامسة
```
الحفريات
```

إن المناطق التي نقبت في موسم عام 1964 كانت ثلاث مربعات في أعلى التل وفي البوابة الشرقية –وقد أدى ترك الموقع إلى تراكم الرمال في كل الموقعين –كما أن الرياح السائدة جعلت العمل مستحيلاً بعد الساعة الثانية بعد الظهر.
لقد كان سطح التل مخرباً بسبب أخاديد الماء وحفريات هورزني والتي أشير إليها D,A
تجنباً للخلط بينها وبين حفرياتنا وعلى العموم فإن منطقة الحفريات مقسمة إلى المربعات أطوالها عشرون متراً محددة بالأحرف من الغرب إلى الشرق ومرقمة بالأعداد من الشمال إلى الجنوب.
```
الطبقة I-A :
```

بالرغم من إن الحفر التي عثر عليها تشكل شواهد فريدة فان معظم المعلومات عن الاحتلال الروماني جاءت من المونة التي استعملت في الطبقات العليا من المربع M 6 و G8A والبوابة الشرقية وعلى سبيل المثال فقد وجدت قاعدة حمراء لماعة على أرض المربع G8A وفي المربعات G5-F5 كانت حفر هذه الفترة من العهد الهلنيستي، وان معظم القطع النقدية التي التقطت من سطح الموقع كانت متأكسدة وتصعب قراءتها إلا أن عددا كبيراً منها عرف بأنه يعود إلى العهد القسطنطيني ويمكن أن تعود إلى القرن الثالث أو الرابع الميلادي.
الطبقة I-B :
وجدت هذه الطبقة في عام 1956 في المربعين G,H8 وفي عام 1960 في المربعات G4 و H4 و 5 و F5 وتبدو كذلك واضحة في الممر المؤدي إلى باحة قد تكون لمعبد استعمل في رصفها حجارة من طبقات آخر أقدم وقدم يؤكد هذا استعمال الحجارة الجيرية والبازلتية والطوب وفي وسط الباحة توجد أربع حجارة بها ثقوب ثبت عند قلب اثنين منها أنها كانت تستعمل كقاعدتي عمود مما كانت تدعم أصلاً بدعائم خشبية.
كانت توجد في شمال الباحة غرف لها أرض مرصوفة وجدران حجرية وقد كانت تستعمل من قبل النساجين والصباغين وفي خارجها يوجد رصيف كبير من الأصداف تصل سماكته إلى 2.5 م وهذا أول شاهد على وجود صناعة النسيج والأصباغ الأرجوانية مما حدى بالسيد Bigg بأن يعتقد بأن يعتقد بأن المعبد قد كرس للآلة ليبتونNEPTUNE.
كانت المنطقة مشعثة بسب الحفر الكثيرة الموجودة فيها، وفي محاولة للوصول إلى بقية الرصيف الهلنيستي الذي كشف عام 1964 ظن إن الباحة لم تبن جميعاً في وقت واحد فقد بنيت في الأصل من قوالب طينية وتوسعت فيما بعد نحو الجنوب، وقد عثر في مستوى الرصيف على خاتم من المحتمل أن يعود إلى العهد الآشوري الجديد وعلى خاتمين من العهد البابلي الجديد.
```
الطبقة IIA/IC :
```

يصعب العثور على شواهد لأخفض سوية من الطبقة I وأعلى الطبقة II بسبب تداخل حفر متأخرة بالمربعات G5,G8 وبمنطقة البداية وتتركز الشواهد في الأختام والدمى التي عثر عليها في منطقة البوابة وفي منحدرات التل ويعود قسم كبير إلى القرن السادس والخامس.
الطبقة IIB:
إن السوية الرئيسية الواقعة بأسفل الرصيف في المربع G5 وفي المنطقة الواقعة إلى الغرب منه تميزت بسويتين من البناء العلوي من الطين والسفلي من الطين ولكن بأساسات حجرية.
وقد ظهرت هذه الانشآت في عام 1956 في المربع D وفي عام 1964 في المربعات G8,G5,H5 وتميز الفخار هنا بالرقاقة وباللونين البرتقالي والأخضر هذا إلى جانب كسر فخارية متعددة تعود إلى العهد الآشوري عثر عليها في موسم 1960 كما ظهر في هذه الطبقة دست برونزي على شكل ثور من النموذج الاوري URARTIAN. وظهر في المربع G8 على جدارين ضخمين من اللبن يبلغ عرض كل منها ثلاثة أمتار تتصل بسور الحصن ووجد في أعلى إحداهما على حفرة تعود إلى العهد الروماني وتحوي قطعاً من الطين المشوي المصقول من العهد الهلنيستي وبين الجدارين توجد أساسات حجرية تعود إلى مبان من الطبقة IIB,IIC وظهر أن هذه المباني دمرت بفعل النيران كما ظهرت في الغرف الصغيرة حجارة رحى وأواني طبخ وثقالات نسيج خرز وأصداف بحرية أما الفخار فمعظمه من النموذج القبرصي واليوناني الشرقي من القرنين الثامن والسابع.
الطبقة II c:
جرى التنقيب في هذه الطبقة عام 1960 فظهرت أطوال غرف مبانيها 2×5 م ولها أعتاب حجرية تشبه تلك التي عثر عليها في زنجرلي بتركيا وقد بني في أحد الجدران رأس تمثال غائر العينين من الديوريت يذكر بتلك الأشكال التي عثر عليها في الطبقة الخامسة في العطشانة وزنجرلي وقد دمرت أبنية تلك الطبقات بفعل النيران وكما عثر في أسفل أحد البيوت على ثمانية هياكل عظمية اثنان منها لشابين والبقية لصبيان تتراوح أعمارهم بين 12-18 سنة وظهرت كذلك رؤوس متعددة مفصولة عن أجسادها بقسوة وبأداة حادة.
وفي أسفل البناء القديم توجد كتلة من الرمال تجمعت بفعل الرياح يبلغ عمقها ثلاث أمتار وتضم مجموعة من عظام حيوانات آكلة اللحوم والحمر الوحشية ويؤكد هذا هجران الموقع لفترة من الزمن.
وفي المربع H5 المنطقة الوحيدة التي أمكننا أن نعثر تحتها على مبنى مكشوف من الطوب المحروق تبلغ سماكة جدره ثلاثة أمتار، أما الفخار الذي عثر عليه في هذه المنطقة الصغيرة فهو من الفخار الآرامي ومعه كسر من الفخار المسيني.
الباب الشرقي THE EAST GATE L6/M6:
استمر العمل في الباب الشرقي الذي اكتشف عام 1960 حيث توجد ثلاث منشآت مختلفة، أقدمها مبني من الحجر الجيري ويختلف في الاتجاه عن الممر المنقب الذي يتكون من سلسلة من الحجارة الجيرية يبلغ ارتفاعها 66 سم وتقوم على أساس بازلتي مشدودة إلى بعضها البعض بأربطة رصاصية.
بنيت جدران المباني في هذه المنطقة بطوب تبلغ أطواله 19×12×10 سم وقد خرجت الجدران عن أساساتها وقد يعود ذلك إلى عدم إتقان البناء بسبب السرعة ويجد ممر بينها يبلغ طوله ثلاثة أو أربعة أمتار وظهر أن الباب لا يختلف كثيراً عن مدخل القصر في مدينة العطشانة (الالخ) الموجود في الطبقة الرابعة منها والذي يعود إلى القرنين السادس والخامس عشر.
يبلغ عرض الباب في أسفل الطبقة 390 سم، كما يبلغ عرض المصرف المائي 60 سم وقد بني أسفله من الحجارة الجيرية وغطي بطبقة من القار وبقي مكشوفاً كما هو الحال في خارج الباب وبمجرد توقف الأعمال عام 1960 سد المصرف بحجر يظهر أنه كان يشكل قاعدة عمود يبلغ قطره 75 سم كما ظهر أن المدخل وقد رصف بحجارة جيرية وبلاط بازلتي.
إن المنشات العلوية من الباب وقد دمت بواسطة أغصان خشبية وقد سد الباب نفسه بالطوب الأحمر المحروق المتساقط بسبب الحريق والرماد وأغصان الصنوبر والسدر والعرعر أما اللقي الأثرية فقليلة جداً وهي عبارة عن رؤوس سهام برونزية ودبابيس وفخار وقطع من العاج والبرونز.
وعلى العموم فان شواهد تأريخ هاتين الطبقتين غير حاسمة فالسوية التي تفصل بينها لم تقدم سوى فخار آرامي وخاتم من النموذج الآشوري ولا يستبعد أن يكون آخر تخريب عائد إلى القرن الثامن قبل الميلاد بسب طرد الحامية الآشورية من قبل الجيش البابلي قبل أو بعد موقعة كركميش عام 605 ق.م.
المقابر:
بالإضافة إلى المقابر التي عثر عليها فوق الباب الشرقي والتي حفرت في الطبقة الهلنيسيتية والتي تعود إلى نفس الفترة فقد عثر على قبر صدفة في عام 1960 عند أسفل منحدر المنطقة A/B ومن الواضح أنه حفر في سور المدينة ويضم أوان متوسطة الحجم وخرز وإبرة عظمية وخاتم أسطواني من السنيتيت من النموذج الميتاني كما يضم عظاماً يصعب قياسها.
الفخار:
أظهرت الطبقة الأولى عدداً من قطع الفخار المختوم ومن السرج.
السرج:
أغلبها من النموذج الكورنتي XIX وتوجد قطعة صغيرة من النموذج الكورنتيت XXII وقد عثر عليها أولاً في الفترة الاوغستينية Augustan واستمرت حتى منتصف القرن الأول للميلاد ويعتقد أن نموذج XIX (النموذج الايغسوسي) يعود لأصول شرقية استوردت إلى كورنت وتعود إلى وقت مبكر من القرن الثاني قبل الميلاد وبقيت تستعمل إلى وقت مبكر من القرن الثاني قبل الميلاد وبقيت تستعمل في كورنت حتى الفترة الاوغستينية أي حتى استعمال السرج الإيطالية من النموذج XXII وهناك كسر سراج تسبه نموذج 24-25 من انطاكيا تعود إلى القرن الأول قبل الميلاد.
الفخار الأحمر المصقول:
كانت المزهريات المصنوعة بواسطة القالب تكثر في الفترة الهيلينية المبكرة ولكنها أصبحت نادرة قبيل نهاية الفترة، وقد عرفت نماذج من الفخار الروماني Pergamene وأغلبها يعود إلى الفترة الأبكر وتعود في الغالب إلى القرن الأول قبل الميلاد، وعلى العموم فان الشواهد الفخارية لم تدعم بالنقود التي عثر على الكثير منها على سطح التل.
الطبقة II a/Ic:(الفارسية والبابلية الجديدة)
إن عداداً من الكسر الفخارية الرقيقة ذات اللون الأخضر الفاتح قد عثر عليها فوق الطبقة الهلنيستية وكالعادة فان المنطقة مشوهة نتيجة الحفر ولم تكتشف أشكال كاملة من الفخار وان معظم كسر الفخار عبارة عن كعاب صغيرة أو كسر مزهريات عميقة.
الطبقة IIB-C:
إن الفخار الآرامي أحسن ما وجد في التل وتوجد على الأقل أربعة أصناف مختلفة وثمانية أشكال منه وفي كل الأحوال توجد كسر قليلة مستوردة ومزينة تساعد كثيراً في التأريخ.
```
الدمى:
```

لقد عثر على ما يزيد عن دمية من الفخار (الطين) في المواسم الثلاثة في تل رفعت عدا النماذج المكسرة وغير المعرفة.
إن أقدم النماذج من الدمى المذكرة والموئنثة تعود إلى العصر البرونزي المتأخر فالنساء التي تمثلها الدمى ذات وجه منقاري وجسم محزز ولها أقراط مزدوجة في آذانها. بينما الرجال فتظهر على الغالب راكبة وهذه الذي مصنوعة باليد ووسطها في الغالب رمادي ممزوج بالتبن ويمكن تأريخها بأنها تعود إلى الفترة ما بين القرن الرابع عشر والثاني عشر قبل الميلاد وأن أقدمها غير مشوية من المربع H5 من الطبقة الثالثة وأغلب الموجودات سطحية.
لقد عثر على كثير من النماذج المسماة Scythian Horseman تلبس خوذة أو جلد أسد في طبقة الرماد خاص فوق الباب الشرقي في المربع M6 وتعود إلى القرنين السادس والخامس قبل الميلاد وهي تمثل بعض الفرسان الذين يركبون خيلاً مطهمة ذات أعين مستديرة ولها أعراف تتراوح أطوال تلك الدمى بين 3.5 سم-5.5 سم.
كذلك فان الدمى التي تمثل عشتروت سائدة في الطبقة المحروقة من السوية I في المربع M6 وهناك نوعان منها الأول وتطهر فيه الدمية واقفة ويديها على صدرها وتلبس تاجاً مدهون بدهان لماع وعقداً بطوقين وشعر متقن التصنيف واللباس الطويل على الغالب مدهون بدهان أحمر. أما الصنف الثاني فهو: عار وواقف أنثوي وبأيدي على الصدر أو على الجوانب وتلبس في الغالب عقداً وخلاخيل وبعضها عليه آثار طلاء
أحمر على الأيدي والرجل وهذان النوعان يعودان في الغالب إلى العهدين الهلنيستي والروماني ذلك لأنها وجدت مع الفخار الهنليستي المطلي وهي من النموذج القديم الذي يكثر في العصر البرونزي في حماة والمينا وزنجرلي. كذلك يوجد عدد كبير من الدمى الحيوانية كغزال والبقر والإبل التي كانت سائدة وهناك مثال واحد من العهد الآشوري الذي يمثل أسد بلبدته ويختلف عادة في المادة واللون وعليه آثار لطلاء أحمر وقد عثر في المربع Gb من الطبقة II6 على عجلة عربة يبلغ قطرها 6.5 سم تكثر أمثاله في سوريا وعلى الأخص في حماة في الطبقة I.
المعادن:
إن المناخ الرطب في تل رفعت غير مناسب لحفظ المعادن وعلى الأخص الحديد فرأس الحربة الذي عثر عليه في الطبقة II عام 1956 كان في حالة رديئة كالدرع الذي وجد في الطبقة II 1960 عام 1960 وكلا الدروع الحديدية والبرونزية قد عثر عليها مكومة في غرفة من الغرف أما النماذج الأخرى فجاءت من الحفريات ولقد أنتجت هذه الحفريات عدداً من الأسلحة وقطعاً من نصال السكاكين ورؤوس السهام المثلثية والمبسطة خاصة في الطبقة II وفي منطقة الباب.
وفي عام 1964 عثر على موس من الحديد في المربع G5 من الطبقة I وكذلك عثر على رأس سهم برونزي وآخر حديدي يشبه ما عثر عليه في زنجرلي في المربع G5 الطبقة I فوق الرصيف الهلنيستي كما عثر على رأس سهم حديدي متآكل ناقص في الطبقة II من منطقة الباب وفي السوية الهلنيستية من منطقة الباب عثر على دبوس برونزي منبسط مثقوب وله مشابه في زنجرلي وقد عثر كذلك في الطبقة Ib فوق منطقة الباب وفي السوية الهلنيسيتية من منطقة الباب على زاويتي مشبك برونزيتين كتلك التي نشرتها في التقرير السابق وهذه المشابك من7 Stronach,s type III التي ظهرت في القرن الثامن قبل الميلاد في سوريا وفلسطين أولاً ثم في آشور واستمرت في الظهور حتى نهاية القرن الخامس قبل الميلاد.
الأختام
1-خاتم مسطح من العقيق الأحمر هرمي يميل إلى الشكل البيضوي تبلغ أطواله 20×15 ملم عليه حيوان خرافي منتصب ويحتمل أن يكون من العهد الآشوري من القرن السابع قبل الميلاد وقد عثر عليه في الطبقة الأولى.
2-خاتم مسطح من العقيق الأبيض مخروطي يميل إلى البيضوية أطواله 18×12×13 ملم من المحتمل أن يكون آشورياً من القرن السابع قبل الميلاد وقد عثر عليه في الطبقة الأولى
3-خاتم مسطح من العقيق اليماني أطواله 30×23×12 ملم عليه صورة لعابد ملتح رافع يده من القرن السادس قبل الميلاد وقد عثر عليه في الطبقة الأولى.
4-خاتم مسطح من الزجاج الأخضر مخروطي بقاعدة مستديرة أطواله 20×17 ملم عليه صورة بطل ملتح عاري الرأس يلبس قميصاً تظهر منه إحدى رجليه عارية يمسك بقرون ثورين هائجين ذي رأس ملتويين وهو من العهد الاخميني وقد عثر عليه في الطبقة الأولى.
5-خاتم أسطواني من الحجر الرمادي عليه صورة لبقر الوحش متكئ على جانبه الأيسر ملتوي الرأس إلى الخلف يحيط به حيوانان خرافيان جالسان يرفع كل منهم مخلباً Paw فوق لفافة وهو من النموذج الميتائي تبلغ أطواله 18×10 ملم عثر عليه في القبر رقم I من الطبقة III.
6-خاتم أسطواني من الهيميتيت تبلغ أطواله 23×10 ملم عليه آله جالس على مقعد وأمامه طاولة يحمل مرش وأمامه عابدين يطلبان الغفران وفق الطاولة يوجد قرص شمس ضمن هلال وفي الطرف يوجد حيوان خرافي وفق أرنب بري وكل هذه الأشكال تلبس ثياباً طويلة ومحززة ويعود إلى العهد السوري المبكر أي حوالي 1850 قبل الميلاد وقد عثر عليه في الطبقة I.
إلى هذا القدر من الحفريات في تل رفعت أمكننا أن نكون فكرة هامة تجعلنا نعتقد أن التل كان موطناً آرامياً من المحتمل أن يعود إلى القرن الرابع عشر قبل الميلاد يمتد خارج حدود القلعة وتحت القرية الحديثة حيث تظهر آثار السور خلف البيوت الحديثة ويحتاج الباب الشرقي إلى المزيد من الإيضاح حيث أنه أزيلت الطبقات الرومانية والهلنيستية وإن مزيداً من العمل في المربع H5 والمنطقة المجاورة ربما تعطينا فكرة عن العلاقة بين الطبقات الآرامية وطبقات العصر البرونزي الحديث وأنه لمن المرغوب فيه أن تتم العمل في طبقات ما قبل التاريخ التي تحدد وجودها في جانب التل منذ موسم عام 1956 وإن إجراء حفريات تكون أقرب ما كون إلى مواطن الماء ستزودنا بشكل أكيد بمعلومات إضافية حول فترة ما قبل التاريخ.
```
العظام الحيوانية من موسم عام 1964
```

بلغت الموجودات العظمية في تل رفعت 860 كسرة بما فيها الكسر الآرامية هذا إلى جانب كثير من الكسر المفتتة التي يصعب دراستها وقد تبين
من دراسة هذه العظام أنها تعود إلى الحيوانات التالية:
الكلب- القطة –الحمار الوحشي-الخنزير –الجمل-الغنم-الماعز –الغزال-الأرنب البري –فأر الغيط-الدجاج-الثعبان-السلحفاة وقد كانت هذه الأنواع موزعة في المناطق الأربعة التي نقبت وأخذت كل منطقة بالترتيب لتفسير محتوياتها.
ملاحظات عامة:
إن معظم العظام التي ظهرت تعود إلى حيوانات آكلة للطعام ويظهر أن تلك الحيوانات قد قتلت عند اكتمال النمو أو قبله حيث أن 28% من العظام غير مكتملة النمو في كل الطبقات.
ففي المربع H5 ظهرت عظام تعود إلى نموذجين من الحيوانات المجترة الصغيرة ربما كانت عظام عنز أو عنمة كبيرة وفيه أيضاً أي في المربع H5 فقط لا يوجد شيء يختلف ن مظهر عظام القطيع التي تظهر صغيرة ولكن ينقصها الجماجم والقرون وأن أي شاهدة أخرى ستعطينا معلومات أوسع وتبدو الخنازير أكثر عددً في الطبقات الأولى كما يتوقع المرء وهي من النوع الصغير المدجن وتشبه نموذج Sus scrofa of Palustris في مجموعة معهد الآثار التابع لجامعة لندن.
إن حمر المنطقة أكثر حيوانات ذلك الزمن والزمن الحاضر أهمية ويظهر أن تدجينها قد اقتصر على مناطق معينة مع قليل من التدخل أما الحصان الأوربي E.cabllas فقد أتى إلى أوروبا من الاستبس الأسيوي ولكنه لم يظهر في سوريا وبلاد ما بين النهرين وكانت المنطقة الأخيرة مأهولة بثلاث نماذج من الحيوانات ((نصف الحمار)) التي تعود إلى الهند والاستبس القوقازي والشرق الأدنى وآخرها في التدجين كان الحمار الوحشي E.hemionus وقد تسبب الخلط في القول بان هذا الحيوان انتج الحمار الوحشي Wild ass ولكن الحقيقة أن الحمار الوحشي E.asinus قد سكن أفريقيا فقط وهو جد الحمار الحالي.إن أنثى الحمار الوحشي هي من نوع ((نصف الحمار)) أو Homione وقد دجنت في زمن مبكر وأعطي مكانه للحصان عندما عرف الأخير لأنه قوي وسهل الانقياد.
إن بعض البقايا الخيلية من مواقع ما قبل التاريخ في سوريا تشبه تماماً الحمار الوحشي الذي وجد في المربع H5 من الطبقة الثالثة ويبدو أنه من الحجم الطبيعي ويعتقد Zeuner أن الحمار الوحشي لم يدجن وإنما الذي دجن هو ((المهر)) كما هو الحال في الفيلة إن الحمر الوحشية التي قبض عليها بطريقة الانشوطة ((الحبل)) والتي مثلت على منحوتات قصر آشور بانيبال وتبدو ملجمة كالخيل ولكنها تحمل في أنفها حلقة وفي بعض الأحيان طهمت بأربطة حول فكها ورأسها أن الحمار الأفريقي كان أول ما دجن في مصر وعرف في فلسطين وسوريا منذ العصر البرونزي وقد وافق انتشاره مع شيوع استعمال الجمل مع ازدياد المناخ الصحراوي.
وقد وصفت محاولات التهجين بين الحصان والحمار Ass والحمار الوحشي من قبل Homer كما وصفت تربية البغل ومن المحتمل أن تكون آسيا الغربية موطن البغل الأصلي حيث توافق الحصان والحمار ASS عند التدجين وذلك يظهر أن عظام الحمار من مواقع الشرق الأدنى القديم ربما تعود إلى عدد من نماذج التهجين.
مجلة الحوليات السورية –17(1 و 2)

## معالم من مدينة تل رفعت
- في مدينة تل رفعت عدد من البيوتات القديمة، فقرب جامع عمر ابن الخطاب الذي يعود تاريخ بنائه إلى عهد الخليفة المذكور، يقع منزل احمد عبد العزيز، وكذلك يقابله منزل محمد ديبو الذي يعود بناؤه إلى أكثر من مئتي عام، وعلى أحد ابوابه مثبت ذلك التاريخ، كما يوجد في أاحيائها العديد من الابنية المقوسة التي تسمى قبوا، اشهرها القبو الموجود في منزل عبد الهادي عبد الكريم النايف، الواقع مقابل مبنى البريد. وهناك عدد من الأقبية عند محمد بدران أبو حاتم.
- وفي المدينة محطة قطارات تل رفعت أنشئت عام 1909  م وهي عبارة عن خط سكة حديد دولية ترتبط مع حلب ومدن سورية ومع تركيا برحلات يومية.
- جامع عباد الرحمن
- جامع عبد الله بن مسعود
- جامع النور
- جامع الحسين
- جامع عمر بن الخطاب
- مجموعة كبيرة من المساجد مسجد بلال بن رباح، خالد بن الوليد، أبو بكر الصديق، عبد الله بن عباس، علي بن أبي طالب وغيرهم
- مراكز ثقافية واجتماعية وفنية ونوادي
- سوق تجاري كبير

ومن أهم المواقع الأثرية التل الذي يتوسط المدينة وهو غني بالآثار والمكتشفات الأثرية وهي تدل عل تسلسل الحضارات في المنطقة.
وتشتهر تل رفعت بالزراعة ومن أهم مزروعاتها القمح والحمص والعدس والشعير والزيتون والعنب
وتم بناء مخبز آلي جديد في شهر 3/2009
وتم افتتاح قبان تل رفعت الإلكتروني الحديث بإدارة أبناء الحاج احمد ديب الكعكه جي على طريق حلب حندرات.

## الرياضة في تل رفعت
تمتلك ارفاد نادي رياضي كبير تمارس فيه كافة النشاطات الرياضية، وفريق تل رفعت المميز يشارك في الدورات والنشاطات الرياضية المختلفة، ويضم النادي جميع أنواع الرياضات كرة القدم -الكاراتيه-الملاكمة والكيك بوكسينغ- والجودو، إضافة إلى وجود فرق رياضية اهلية عديدة.
ويرأس النادي حاليا محمد علي كعكه جي ويقوم بعمله بنشاط ويعد جماهير نادي تل رفعت بإن النادي في طريقه إلى الدرجة الثانية بقيادة المدرب وليد ديرية ومساعده محمد رسلان.
وهي من أول المدن التي ثارت على نظام بشار الاسد ولها تاريخ حافل بجماعة الاخوان المسلمين

## الصحة في تل رفعت
يوجد في تل رفعت مستشفى تخحصصي يقدم الخدمات الصحية لسكان المدينة والمناطق المحيطة وكذلك مركز صحي مستوصف.

## التعليم
عدد جيد من المدارس لطلبة المراحل التعليمية منها عدد 2 مدرسة ثانوي واعدادي وعدد 6 مدارس
ابتدائية.

## الاقتصاد في تل رفعت
فيها سوق تجاري كبير يحتوى إلى جميع السلع والمنتوجات المحلية يتوسط المدينة ويقصده سكان جميع القرى المحيطة وفيه مجمع تجاري جديد ومتطور يضم عيادات ومحلات تجارية لكافة الانشطة ومن أهم محلات السوق التجاري المركز الرئيسي للتوزيع مقابل البريد.
عُرف عن اهالي تلرفعت حبهم للتجارة والسفر، ولذلك توجد حركة سفر كبيرة وخاصة مع الدول الاسيوية كالهند والصين والكوريتين وغيرهما.